# Dwight Lewis
Dwight Alexis Lewis Padron (La Guaira, Venezuela, 7 de octubre de 1987) es un jugador de baloncesto venezolano que actualmente se encuentra sin equipo. Con 1,98 metros de estatura, juega en la posición de alero.

## Carrera universitaria
Lewis jugó baloncesto universitario en la Universidad del Sur de California, con los  USC Trojans.

### Universidades
| Club        | País           | Clase     | Año         |
| ----------- | -------------- | --------- | ----------- |
| USC Trojans | Estados Unidos | Freshman  | 2006 - 2007 |
| USC Trojans | Estados Unidos | Sophomore | 2007 - 2008 |
| USC Trojans | Estados Unidos | Junior    | 2008 - 2009 |
| USC Trojans | Estados Unidos | Senior    | 2009 - 2010 |

## Carrera profesional

### Clubes
| Club                 | País      | Año             |
| -------------------- | --------- | --------------- |
| Baschet Club Mureş   | Rumania   | 2010 - 2011     |
| Trotamundos Carabobo | Venezuela | 2011 - 2013     |
| Estrellas Orientales | Venezuela | 2013            |
| Trotamundos Carabobo | Venezuela | 2013 - 2018     |
| Gimnasia Indalo      | Argentina | 2018 - Presente |

## Carrera de equipo nacional
Lewis representó a la selección de baloncesto Venezuela el Campeonato FIBA Américas del 2015 y el Campeonato Sudamericano de Baloncesto del 2016, donde ganó medallas de oro. También integró el equipo de los Juegos Olímpicos del 2016.